# Musée de l'Amusette
L’Amusette, est un centre de découverte de l'eau et de l'environnement pour les enfants de 2,5 à 12 ans, situé à Mesvin, près de Mons (Belgique).
L'asbl est agréé par la Région Wallonne comme organisme d'éducation à la Nature et aux Forêts.
L'Amusette propose une multitude d'activités pour les enfants axées sur la connaissance et la protection de l’environnement : animations scolaires, stages, organisation d'anniversaires, et bien d'autres événements tout au long de l'année.